# Omkarnath Thakur

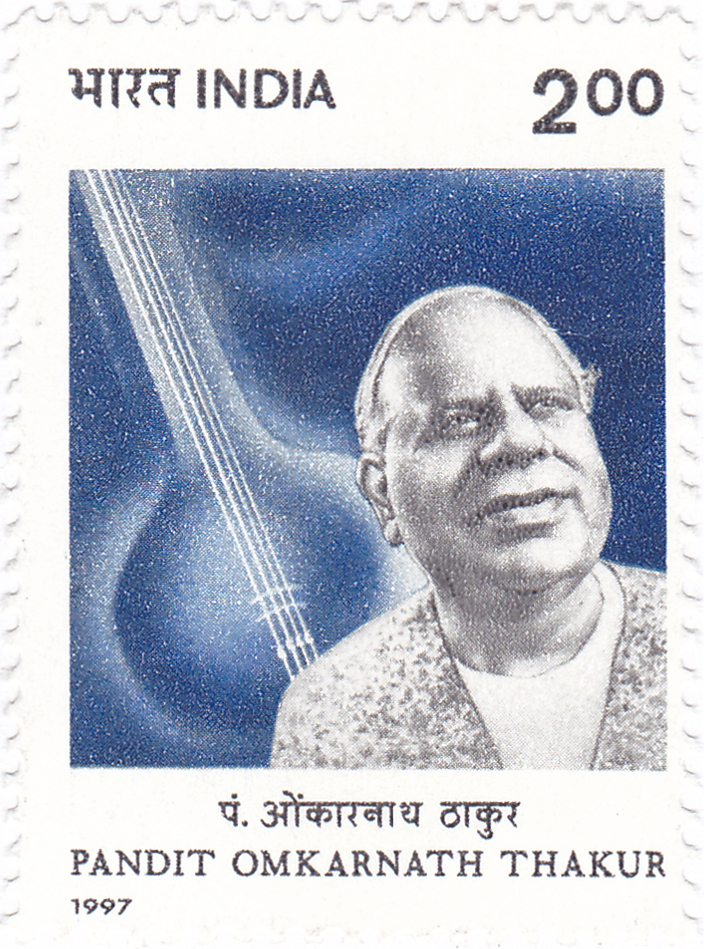
Omkarnath Thakur auf einer indischen Briefmarke von 1997

Omkarnath Thakur (* 24. Juni 1897 in Jahaaj; † 29. Dezember 1967) war ein indischer Sänger klassischer hindustanischer Musik und Musikpädagoge und -wissenschaftler.
Thakur wurde in seiner Kindheit von einem Philanthropen namens Shahpurji Mancherji Dungaji gefördert, der ihm ein Studium bei dem Sänger Vishnu Digambar Paluskar an der Gandharva Mahavidyalaya, einer Schule für klassische Musik in Bombay, ermöglichte. Er studierte bei ihm die Gesangskunst der Gwalior-Gharana und wurde von seinem Meister nach mehreren Jahren 1916 als Leiter einer Musikschule nach Lahore entsandt. 1919 gründete er eine eigene Musikschule, die ab 1934 in Bombay und ab 1942 in Surat beheimatet war.
Parallel dazu wuchs auch sein Ruf als Musiker. Er hatte Auftritte u. a. vor dem Maharadscha Sayajirao Gaekwad III und dem König von Nepal und wurde 1931 zur Internationalen Musikkonferenz in Florenz eingeladen. Er trat hier vor Benito Mussolini auf und stellte in Konzerten und Kursen die hindustanische Musik auch in Deutschland, den Niederlanden, England und der Schweiz vor. Daneben war Thakur auch politisch aktiv. Er schloss sich der Bewegung Mahatma Gandhis an und wurde Präsident des Bharuch District Congress Committee des Indischen Nationalkongresses. Jawaharlal Nehru lud ihn ein, anlässlich der Erlangung der Unabhängigkeit Indiens am 15. August 1947 in der zentralen Halle des Parlamentsgebäudes das patriotische Lied Vande Mataram zu singen, das landesweit im Rundfunk übertragen und später fester Bestandteil seiner Konzerte wurde.
1950 wurde Thakur Dekan der Musikfakultät der Benares Hindu University, wo er bis zu seinem Ruhestand unterrichtete. Zu seinen Schülern zählten der Musikwissenschaftler Premlata Sharma, Balwantrai Bhatt und die Geigerin N. Rajam. Er veröffentlichte 1956 Pranava Bharati, ein musiktheoretisches Werk, und zwischen 1936 und 1962 Sangitanjali, ein sechsbändiges Werk zur Praxis der klassischen hindustanischen Musik. Neben anderen Auszeichnungen erhielt er einen Doktortitel der Benares Hindu University und der Rabindra Bharati University.